# Сатоши Мијаучи
Сатоши Мијаучи (јап. 宮内 聡; 26. новембар 1959) јапански је фудбалер.

## Каријера
Током каријере је играо за Фурукава.

## Репрезентација
За репрезентацију Јапана дебитовао је 1984. године. За тај тим је одиграо 20 утакмица.

## Статистика
| Јапан  | Јапан   | Јапан  |
| Година | Наступи | Голови |
| ------ | ------- | ------ |
| 1984.  | 1       | 0      |
| 1985.  | 8       | 0      |
| 1986.  | 6       | 0      |
| 1987.  | 5       | 0      |
| Укупно | 20      | 0      |